# Crécy-au-Mont
 Crécy-au-Mont  là một xã ở tỉnh Aisne, vùng Hauts-de-France thuộc miền bắc nước Pháp.